# Piet Pienter
Piet Pienter is een stripfiguur uit de reeks Piet Pienter en Bert Bibber van de Belgische tekenaar en scenarist Pom.
Piet Pienter is een intelligente, jonge kerel. Hij overschouwt eerst rustig de problemen alvorens tot de actie over te gaan. Meestal is hij de man die de oplossing brengt en de boeven ontmaskert. Hij schuwt de actie niet en neemt met zijn stevige vuisten steeds actief deel aan het sla- en trapwerk voor het goede doel. Hij is nogal sceptisch tegenover wapens en gebruikt ze dus enkel om vijanden af te schrikken. Hij rookt een pijp, vaak meerdere keren in een strip. 
Tot zijn dagelijkse garderobe behoort een zwarte debardeur die hij over een witte hemd met opgerolde mouwen aandoet, lange broek en zwarte schoenen. Zijn haar is rechtopstaand en is aardbeiblond van kleur (hoewel in sommige uitgaven zijn haarkleur varieert van asblond tot koperrood).
Piet is een verstokte vrijgezel die vaak niet al te enthousiast reageert als er een vrouw zich in het avontuur moeit. Hij is degene die meestal Susan beveelt om achter te blijven, omdat er te veel gevaar is. Ook lijkt hij Bert, als diegene een vrouw probeert te helpen, eerder belachelijk te vinden dan moedig. Wel werkt hij vaker met Susan samen dan zij doet met Bert en is hij tegen geweld tegen vrouwen.
In Het vredeswapen is hij ingenieur en uitvinder van het gelijknamig toestel. In de latere verhalen heeft hij schijnbaar geen beroep.